# Masaya (jezioro)
Masaya (hiszp. Laguna de Masaya) – jezioro w południowej Nikaragui, położone u stóp wulkanu Masaya na wysokości 121 m n.p.m. Zajmuje powierzchnię 19,5 km². Ma wydłużony południkowo kształt: długość 5 km, szerokość 2 km. Jego maksymalna głębokość wynosi 76,5 m.
Na wschodnim brzegu jeziora leży miasto Masaya.